# Craig Hall (Schauspieler)
Craig Hall (* 10. Mai 1974 in Auckland, Neuseeland) ist ein neuseeländischer Schauspieler.

## Leben
Hall wurde in Auckland in Neuseeland geboren. Ende der 1990er Jahre spielte er viele kleinere Rollen in neuseeländischen oder australischen Fernsehserien. Erst 2000, mit dem Film Savage Honeymoon, bekam seine Karriere einen Schub. Es folgten Auftritte in der erfolgreichen Serie Xena – Die Kriegerprinzessin. 2012 wurde bekannt, dass Hall in Der Hobbit die Rolle des Elben Galion verkörpern soll. Tatsächlich war er 2013 in Der Hobbit: Smaugs Einöde zu sehen.
Hall lebt heute überwiegend in Sydney.

## Filmografie

### Filme
- 1996: Siren
- 2000: Savage Honeymoon
- 2005: Mit Herz und Hand (The World's Fastest Indian)
- 2005: King Kong
- 2006: Perfect Creature
- 2006: Knife Shift
- 2006: Embers
- 2007: Eagle vs Shark
- 2007: The Ferryman
- 2007: 30 Days of Night
- 2007: Mein Freund, der Wasserdrache (The Water Horse)
- 2008: Show of Hands
- 2010: Die Tochter von Avalon (Avalon High)
- 2010: Boy
- 2011: Love Birds
- 2011: The Devil’s Rock
- 2013: Der Hobbit: Smaugs Einöde (The Hobbit: The Desolation of Smaug)
- 2016: Elliot, der Drache (Pete’s Dragon)

### Fernsehen
- 1995: Hercules: The Legendary Journeys
- 1997: Duggan
- 1998: The Chosen
- 1999: Shortland Street
- 2000: Cleopatra 2525
- 2000: Street Legal
- 2001: Xena – Die Kriegerprinzessin (Xena: Warrior Princess)
- 2002: The Vector File
- 2002: Mataku
- 2002–2003: The Strip
- 2003: Revelations
- 2003: Mercy Peak
- 2005: Interrogation
- 2008: Burying Brian
- 2008–2010: Outrageous Fortune
- 2009: East of Everything
- 2011: Underbelly – Krieg der Unterwelt (Underbelly)